# Xian de Tongshan (Jiangsu)
Pour les articles homonymes, voir Tongshan.
Le xian de Tongshan (铜山县 ; pinyin : Tóngshān Xiàn) est un district administratif de la province du Jiangsu en Chine. Il est placé sous la juridiction de la ville-préfecture de Xuzhou.

## Démographie
La population du district était de 1 330 000 habitants en 1999.